# Tarmo Manni
Tarmo Manni, född 30 juli 1921 i Saarijärvi, död 24 september 1999 i Helsingfors, var en finländsk skådespelare.

## Biografi
Manni genomgick den Finska teaterskolan 1942–1945, var 1945–1948 anställd vid Helsingin kansanteatteri och var därefter knuten till Finlands nationalteater. Han var en karaktärsskådespelare med temperament, fantasi och djup inlevelse, en färgstark personlighet. Privat kunde han vara sarkastisk och skarpt frispråkig, men också vänlig och omtänksam. Han skydde inte att spela ut med yviga gester; här märks till exempel hans patetiskt komiska gestaltning av Tragikern i Aleksandr Ostrovskijs Skogen. Av övriga roller bör nämnas Konstantin i Måsen och Tuzenbach i Tre systrar. Oförglömlig var också hans blinda, rullstolsbundna Hamm i Samuel Becketts Slutspel. I Peter Weiss revolutionsdrama Marat i Ralf Långbackas regi 1965 tolkade han titelrollen med lidelsefullt patos. En enorm framgång och publiksuccé blev även hans brinnande djupt tragiska tolkning i Nikolaj Gogols En dåres anteckningar (Mielipuolen päiväkirja) 1986. Under sin avskedsföreställning på Finlands nationalteater satt han moltyst, helt klädd i vitt, i en timmes tid på scenen. Han gjorde också många personligt präglade film- och tv-roller, till exempel huvudrollen i Valentin Vaalas Gabriel kom tillbaka (1951).
Manni var en av Marimekkos skapare Armi Ratias goda vänner och axlade på dennas gård Bökars ofta rollen som ett slags allt i allo, trädgårdsmästare och ceremonimästare, som underhöll gästerna med roliga historier och tokiga infall. Hans motto var Solen är kvar (Aurinko on tallella). Han tilldelades Pro Finlandia-medaljen 1973 och professors titel 1982.